# Imblattella litosoma
Imblattella litosoma är en kackerlacksart som först beskrevs av Morgan Hebard 1926.  Imblattella litosoma ingår i släktet Imblattella och familjen småkackerlackor. Inga underarter finns listade i Catalogue of Life.